# 욜라 (기업)
욜라(Jolla)는 핀란드의 기술 기업이다. 세일피시 OS의 벤더이자 개발사이다. 본사는 핀란드 탐페레에 위치해 있다. 욜라는 헬싱키, 탐페레, 홍콩 사이버포트에 자체 연구개발 사무소를 보유하고 있다. 2011년 미고 프로젝트 팀의 전 노키아 직원에 의해 미고의 기회와 무한한 잠재성을 활용하기 위해 설립되었다.

## 같이 보기
- HMD 글로벌